# Werner Haberkorn
Werner Haberkorn (Mysłowice, 12 de março de 1907 - São Paulo, julho de 1997) foi um engenheiro, fotógrafo e empresário alemão, radicado no Brasil.:p. 27 :p.9 :p.60 Chegou ao Brasil como imigrante na década de 1930, acompanhado de sua esposa Luise.:p.27 Junto com seu irmão, Geraldo Haberkorn, fundou uma das mais importantes empresas de cartões-postais do país, a Fotolabor. Ao longo das décadas de 1940 e 1950, produziu milhares de cartões-postais que tiveram grande circulação. A partir dessas fotografias, pode-se compreender e visualizar a transformação urbana pela qual a cidade de São Paulo passou durante aquela época.:p.187
Faleceu em 1997, aos 90 anos de idade. Como legado de sua carreira, foram deixadas fotografias aéreas, vistas panorâmicas, stills publicitários, cartões postais, álbuns e montagens. Atualmente, parte desse patrimônio consta como Coleção Werner Haberkorn no Museu Paulista da Universidade de São Paulo. O restante desse conjunto permanece com a família, seus filhos Ernesto Haberkorn e Vera Flieg.:p.9

## Vida pessoal
Werner Haberkorn nasceu no dia 12 de março de 1907, em Mislowitz (Mysłowice), localizada na região da Alta Silésia. Naquela época, o território pertencia a Alemanha, porém atualmente é parte da Polónia.:p.60 Sua família tinha boas condições financeiras e estava estabelecida em Breslau. Entre os três filhos de Otto e Emmy Haberkorn, Werner era o mais velho. Seu pai, Otto, trabalhou em diversas áreas, sendo duas delas a hotelaria e a metalurgia, além de ter sido proprietário de uma fábrica de cigarros.:p.27
Formou-se em 1930 como engenheiro de máquinas, com especialização em mecânica de aviões, pela Technische Hochschule de Breslau, hoje chamada de Technische Universität Breslau.:p.60  Antes de abrir sua própria empresa, trabalhou por um tempo na Junkers.:p.27 Naquela época, o país passava por um período que ficou conhecido como República de Weimar.:p.111
Tinha como passatempo a fotografia, sendo influenciado principalmente por seu pai, que compartilhava da mesma paixão.:p.111 Como fotografo amador durante a década de 1930, se dedicou a registrar suas viagens pela Europa, mantendo álbuns bem cuidados. Atualmente, essas coleções se encontram em posse da família e expressam a atenção de Haberkorn à paisagem, com foco em espaços urbanizados.:p.27
A primeira vez do fotógrafo no Brasil foi em 1936, na qual ele registrou o cotidiano do Rio de Janeiro e São Paulo, bem como a vida nas fábricas e nas ruas e algumas fotografias de paisagens. A Alemanha, nessa época, estava sob o regime nazista, responsável pela perseguição de pessoas com descendência semita.:p.60 :p.13  Considerando esse contexto político, uma das motivações da viagem de Werner ao Brasil foi o seu interesse em propagar informações sobre o Rio de Janeiro e São Paulo como possíveis destinos para comunidades judaicas dispostas a deixar o território alemão.:p.111 :p.60
A caminho do Brasil com o navio Jamaique, Werner passa por Lisboa, também fotografando o percurso, até chegar ao seu destino final. Conheceu Petrópolis, Rio de Janeiro e São Paulo, ficando por um mês e meio no país. Todo o itinerário da viagem foi registrado por fotografias que compuseram um álbum.:p.27,34 Esses registros, no entanto, permaneceram na Alemanha, mesmo após sua imigração.:p.111 Após a viagem, Haberkorn fez algumas palestras na Alemanha para apresentar o Brasil às comunidades judaicas. Nelas, o fotógrafo explicou como era o país por meio de suas fotografias, todas tiradas em sua viagem feita em 1936.:p.60

### Imigração
Chegou ao Brasil como imigrante em 1937, um ano após a sua primeira visita às terras brasileiras, sendo o primeiro da família a chegar ao país. Ele, junto com sua esposa, se estabelece na cidade de São Paulo entre junho e julho. Durante um tempo, ele mora na região do Vale do Anhangabaú e Praça da República. Entre 1940 e 1950, esses eram os locais onde se concentrava boa parte dos serviços ligados à entretenimento da cidade, tais como o cinemas e museus.:p.34 A princípio, Haberkorn não trabalha com fotografia, sendo representante comercial de um fabricante alemão. Pouco tempo depois, Werner deixa sua atividade como porta-voz da empresa, pois havia grande dificuldade em importar o maquinário demandado às vendas nacionais. Esse contratempo era uma das consequências da Segunda Guerra Mundial.:p.113
Geraldo Haberkorn, frequentava o Instituto Bermpohl, na Alemanha e, em 1938, adquiriu o diploma de graduação. O nome do local era uma homenagem ao homem que criou um sistema de fotografia em cores. Foi nesse ambiente que Geraldo aprendeu uma das técnicas da fotografia colorida, que ficou conhecida como Sistema Bermpohl.:p.113 :p.10  Esse sistema, ensinado pelo instituto, era baseado na tricomia. Para isso, era utilizada uma câmera que gerava três negativos, permitindo a reconstituição de cores no momento da produção da cópia positiva.:p.34 Em 1939, Geraldo muda-se para o Brasil, trazendo da Alemanha um exemplar da máquina Bermpohl e outra de fotocópias, além de seu conhecimento em fotocromia.Inicialmente, trabalha por um tempo na Fotóptica. Mas, a partir de 1940, ele e Werner passam a trabalhar juntos. Nesse mesmo ano, os dois fundam a Fotolabor.:p.34
No período entre 1939 e 1940, Werner e sua esposa se convertem ao catolicismo. Em 1939, seus sogros e um dos irmãos de Luise também se mudam para o Brasil. Quanto a família de seu irmão, a esposa imigra com o pai e outros dois irmãos que vieram para o país antes. A primeira filha de Werner, Vera, nasce em 1940. Três anos depois, o casal teve Ernesto. Apesar de terem ajudado o pai em alguns momentos da adolescência no negócio da família, os filhos do fotógrafo não seguiram a mesma carreira do pai.:p.34

## Carreira no Brasil
Existia uma linha tênue entre a vida pessoa de Haberkorn e a empresa, Fotolabor. Embora não seja um fotógrafo muito reconhecido quando se trata de fotografia brasileira, seus registros são de grande importância para acompanhar as transformações da cidade de São Paulo ao longo de parte do século XX. Sua empresa também foi uma das editoras de maior atividade em São Paulo quando se trata de cartões-postais.:p.9 De acordo com sua filha, Vera Flieg, Werner não via sua profissão como uma arte, mas sim algo extremamente técnico.:p.10

### Fotolabor

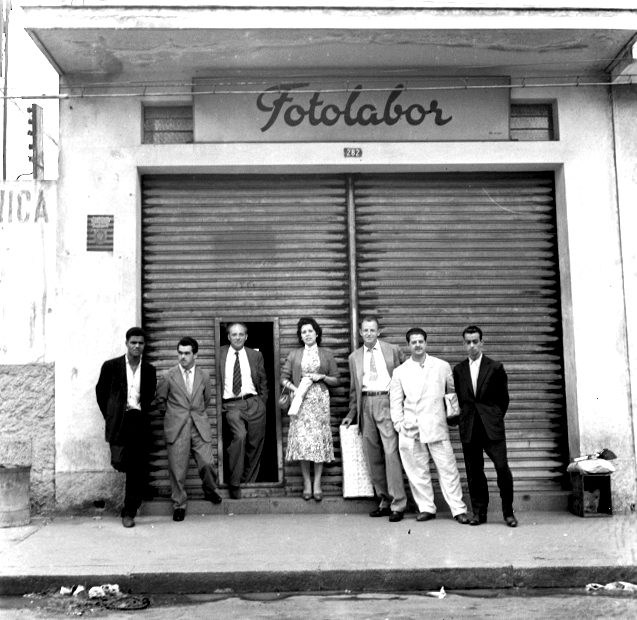
Vista pontual da fachada do Estúdio Fotolabor.

A empresa dos irmãos Haberkorn foi fundada em 1940. Além da fotocópia trazida por Geraldo, o início da Fotolabor foi marcado pelo uso da técnica de coloração aprendida pelo mesmo. Por causa da Segunda Guerra Mundial, ocorreram problemas com o fornecimento de matérias primas necessárias para alguns dos equipamentos. A consequência disso foi o fim do uso do sistema Bermpohl de fotocromia, que também já estava sendo ultrapassado pelas novas técnicas e tornando-se inviável comercialmente.:p.113 :p.34 No início, a empresa oferecia o serviço de fotocópias e fazia trabalhos voltados para fotografia industrial, criando catálogos de produtos e também de publicidade para diversas marcas.:p.203 :p.9
Outro impacto da Guerra na Fotolabor foi quanto às restrições e vigilância por parte das autoridades brasileiras. Encomendas feitas pela empresa passavam por instituições de fiscalização para garantir que eles não estavam comprando materiais explosivos, armas e munições. Esse controle atingia não só a Fotolabor, como também outros profissionais de fotografia que tinham imigrado nessa mesma época.:p.34
A localização da empresa era muito favorável ao negócio dos irmãos, uma vez que ficava próxima a sede dos Correios e na região da cidade onde estavam acontecendo as maiores transformações trazidas pela modernidade. Werner também atribui parte do sucesso da Fotolabor à uma máquina de fotocópias. Apenas dois estabelecimentos tinham esse equipamento pela região do antigo centro de São Paulo, sendo que a empresa dos irmãos Haberkorn era um deles. Essa máquina proporcionou a renda inicial para o negócio da família, uma vez que ela era extremamente eficaz. Essa renda, por exemplo, foi o que permitiu, por um tempo determinado, o uso do sistema de coloração Bermpohl.:36 :p.10
É possível afirmar que a fotografia de Haberkorn era exclusivamente ligada ao apelo comercial. Até mesmo o nome do negócio remete a esse aspecto, considerando que a palavra “labor” é colocada para expressar um trabalho árduo.:p.168 :p.10 De acordo com anúncios em listas telefônicas, no período de 1944 a 1946 a Fotolabor oferecia serviços de foto-retoques, propaganda, catálogos, clichés e fotocopias. Já em 1950, a empresa amplia os serviços presentes nos anúncios, divulgando também o trabalho de revelações, cópias coloridas e fotografias para indústria e comércio.:p.166 :p.39

### Cartões-postais
A edição de cartões postais começou entre 1942 e 1943 e era, a princípio, uma fonte de renda suplementar.:p.183 Como o mercado de fotografia industrial era sazonal, Werner produzia cartões-postais para complementar o rendimento da empresa. No entanto, os postais passaram a ter uma circulação cada vez maior, tornando-se essa uma de suas principais atividades por um determinado tempo.:p.26 O tema central da maioria dos cartões era a cidade, propagando as mudanças dos grandes núcleos urbanos, como São Paulo e Rio de Janeiro. É importante ressaltar que nem todos os postais tinham imagens feitas por Haberkorn. No caso das fotografias de times de futebol e de artistas, por exemplo, ele apenas comprava os negativos para reproduzir em formato de cartão-postal.:p.50 :p.114,167

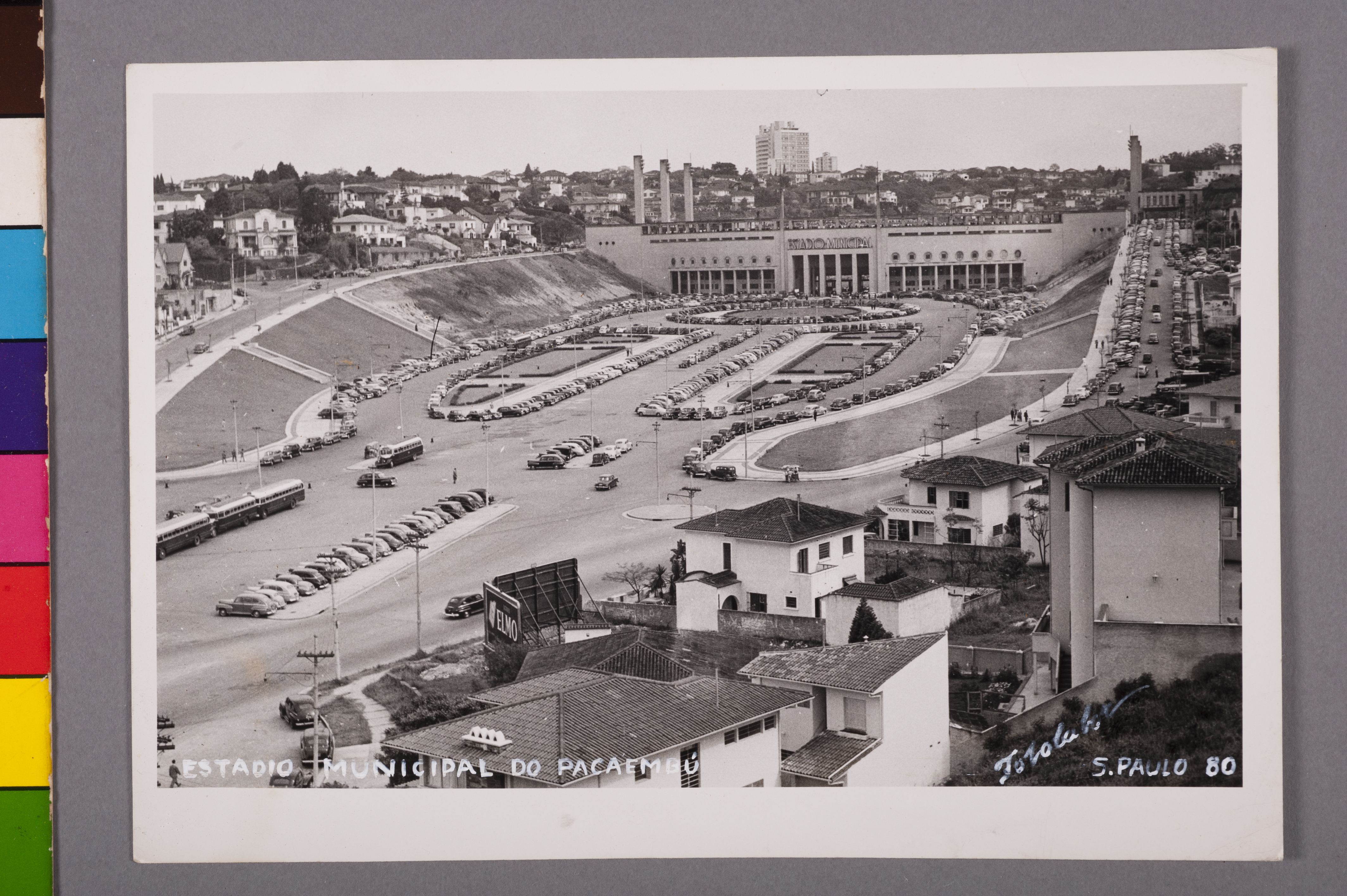
Estádio Municipal do Pacaembú.

Um dos anos de maior atividade da Fotolabor foi 1950, quando a empresa começou a ser considerada uma das maiores produtoras de cartões-postais fotográficos de São Paulo.:p.9 O processo de industrialização da cidade acontecia simultaneamente ao sucesso da Fotolabor, perdurando ao longo de toda a década de 50. São Paulo estava passando por grandes transformações, sofrendo remodelações nos âmbitos urbano e cultural. Como decorrência desse momento econômico, as fotografias também começaram a receber novos tratamentos e usos. Outro ponto que interferiu na circulação das fotos era o aumento do consumo por parte da população.:p.10
Nessa época de maior produção, a equipe da empresa chegou a contar com 40 profissionais. Entre as funções exercidas por eles estavam: revelação, tratamentos das fotografias, ampliação e montagens de catálogos.:p.167 Por volta de 1955 eles abriram uma filial da Fotolabor, porém lá ofereciam o serviço de laboratório de fotografia terceirizado.:p.39
Apesar de todo o sucesso, o fim da era de cartões postais da Fotolabor não demorou a chegar. As máquinas de processamento das fotografias eram muito caras e filmes coloridos já estavam se tornando algo muito popular.:p.39 Os irmãos Haberkorn fizeram uma tentativa de impressão do cartão postal com cores, porém a qualidade do processo escolhido era baixa e eles não obtiveram sucesso. O interesse do mercado consumidor também estava mudando, já sendo modificado pelo desenvolvimento da televisão e da telefonia.:p.208 Sendo assim, a Fotolabor deixa a edição de cartões-postais no final da década de 50.:p.41
| “ | O Colombo foi o primeiro que fez postais fotográficos, nós fomos os segundos. O velho Colombo já fazia há mais tempo, e nós fizemos igual ao dele. Nós dois fomos, aqui, os únicos que produziram postais fotográficos naquela época. Depois, quando o cartão-postal começou a ser feito em offset, surgiram muitas firmas. Perto de 1960, encerramos a fabricação de postais, pois já não conseguíamos produzi-los com a mesma qualidade e quantidade dos concorrentes. | ” |

### Últimos anos da Fotolabor
A Fotolabor atuou no mercado da publicidade até a década de 1970, trabalhando tanto com agências pequenas como também empresas maiores, tais como a Colabor e a Panam Propaganda.:p.43 Nessa mesma época, a empresa entrou no mercado de exibição cinematográfica, oferecendo a produção de slides para a televisão. A empresa dos irmãos Haberkorn funcionou ao longo de cinco décadas, encerrando suas atividades em 1990. Werner foi o responsável por manter a Fotolabor funcionando até o último ano, uma vez que a unidade na qual Geraldo estava responsável acabou encerrando as atividades antes, por volta da década de 1980.:p.57,59 As instalações e alguns equipamentos da empresa foram repassadas de forma gradual para seus funcionários.

### Características como fotógrafo
A fotografia de Werner era essencialmente técnica e tinha como um dos principais objetivos documentar as transformações trazidas com a modernidade e o desenvolvimento da cidade. Além disso, suas fotomontagens seguiam sempre uma linha criativa. Boa parte dos cartões não eram datados para que eles pudessem ser revendidos no ano seguinte.:p.10 Em um primeiro momento, Werner trabalha com a fotografia industrial, atendendo também a pedidos de fotografias ligadas à arquitetura e à fotografia comercial. Diferentemente de outras empresas da época, ele não se interessa pela fotografia de retrato, dando sempre preferência à fotografia técnica.:p.36
Para o Werner, trabalhos no estilo publicitário eram uma ótima maneira de mostrar os produtos, focando em diferentes ângulos e escolhendo aqueles que mais valorizam a peça. Nesses casos, a fotografia serviria como uma forma para ver o objeto de jeitos diferentes e perceber detalhes antes ignorados. Outra característica de Haberkorn dentro desse meio era a percepção daquilo que cada um de seus clientes desejava, adaptando suas técnicas de fotografia conforme o pedido e quem o encomendou.:p.46,59
Pelo fato do mercado ser relativamente novo, havia certa complicação para o acesso à equipamentos e insumos. A câmera que ele tinha trazido consigo da Alemanha, por exemplo, não era ideal para a fotografia técnica. Por esse motivo, ele troca sua câmera na Casa Kosmos e, ao longo dos anos, muda de equipamento conforme a necessidade de uma nova tecnologia.:p.36,39
Ao longo de sua carreira, Haberkorn acaba registrando o “antes” e o “depois” de muitos espaços da cidade de São Paulo. Para deixar nítida as mudanças urbanas entre os anos, o fotógrafo tinha o cuidado de escolher os mesmos ângulos e lugares. Essa vontade de sempre fotografar as transformações que ocorriam pela cidade é relatada por sua filha, Vera Flieg.:p.65,67,74
| “ | Meu pai começou a fotografar a cidade para fazer cartões-postais. Ele fotografava uma vista urbana e dali a dois ou três anos via que aquilo estava completamente mudado. Então, dizia: 'Vamos tirar outros postais, porque isso está diferente.' A visão dele era assim. 'Essa parte da cidade mudou muito, precisamos fotografar novamente'. Ele produziu postais maus ou menos de 1942 até 1958. Foi justamente quando a cidade mudou demais. | ” |

De forma a evidenciar a verticalização da cidade, Haberkorn dava preferência para enquadramentos que contrastassem elementos verticais, principalmente no caso dos edifícios. A inversão de escalas também era uma estratégia utilizada pelo fotógrafo, explorando, por exemplo, o contraste entre prédios novos, altos e modernos com casas baixas e antigas. Outra técnica aplicada pelo fotografo era enquadrar elementos da natureza em primeiro plano e, em plano médio, as edificações.:p.78
A expansão horizontal da cidade era destacada em fotografias panorâmicas ou quando as vias de circulação apareciam em primeiro plano. Dessa forma, nota-se o intuito de mostrar a cidade como um ambiente de grande circulação, seja ela de pessoas ou de mercadorias.:p.84 Os registros da expansão horizontal suburbana também revelavam a cidade para além do núcleo verticalizado.:p.52 Em muitas de suas fotos, a vegetação escassa toma conta do primeiro plano e, em alguns casos é colocada em contraste com uma alta edificação no plano médio da fotografia. Em linhas gerais, as fotografias de Werner, criam a possibilidade de reconstruir, por meio delas, um novo conceito de beleza urbana.

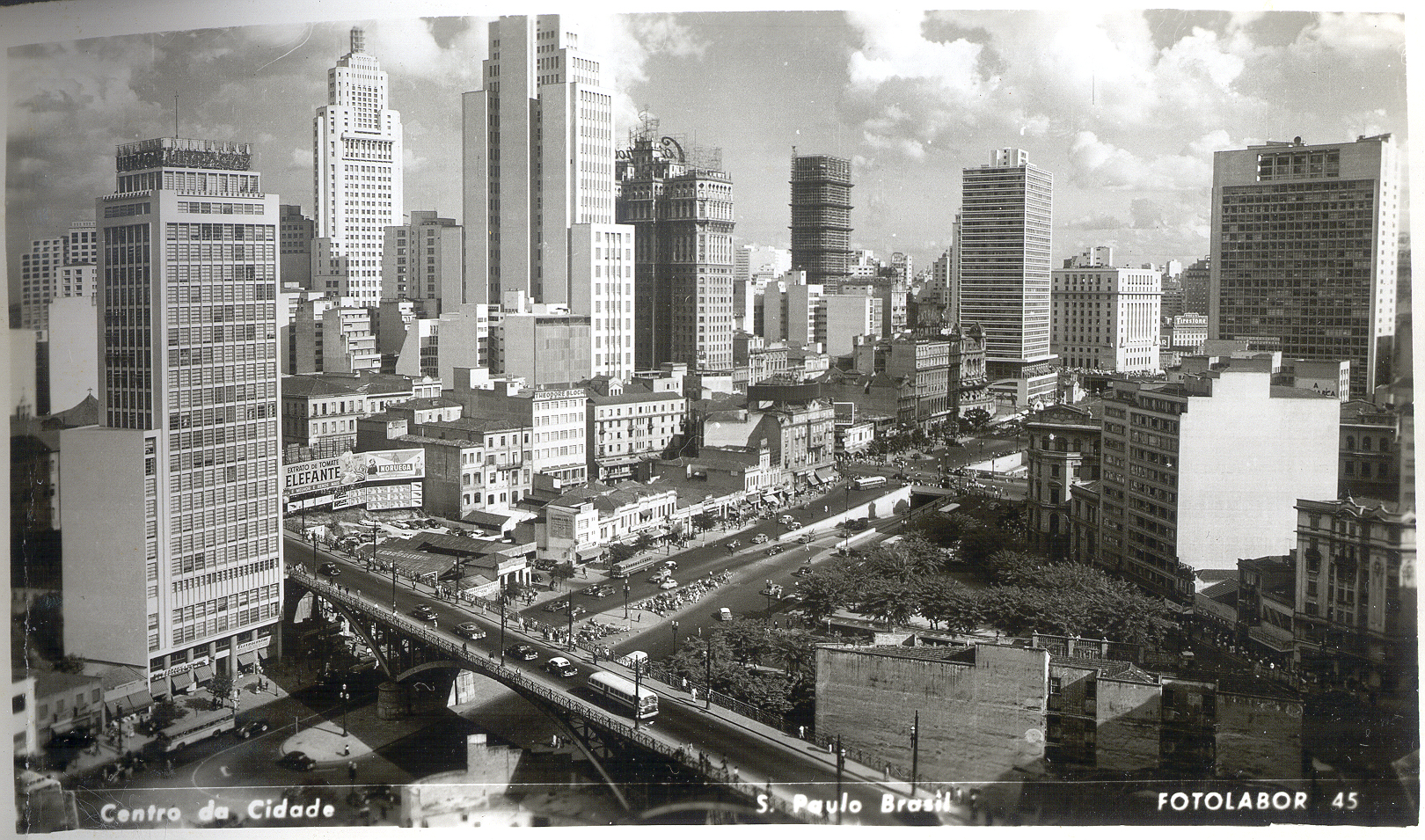
Vista panorâmica do centro da cidade de São Paulo.

No início da produção dos postais, Werner demonstrava interesse em cenas cotidianas e banais. Porém, esses cenários deixaram de aparecer nos cartões-postais conforme o tempo, por não terem tanto apelo comercial. O fotógrafo também estava sempre atento aos assuntos em alta na mídia para que ele pudesse, de alguma forma, fazer cartões-postais relacionados ao tema. Entre esses postais estão o da foto do cantor Francisco Alves, na época chamado de “Rei da Voz” do Brasil e o cartão-postal com a seleção brasileira de futebol dos anos 1950 e 1958.:p.196 Os postais de futebol ficavam sempre entre os mais vendidos, principalmente em dias de jogos. Nessa época, o Brasil passou a ser considerado “o país do futebol”. Por esse motivo, os funcionários trabalhavam muito mais quando algum jogo estava acontecendo.:p.47,59
Fotografias aéreas da cidade de São Paulo também faziam parte dos inúmeros registros que se tornavam cartões-postais. Werner tinha um conhecido que conseguiu contato com o Ministério da Aviação, permitindo-o fazer viagens aéreas na década de 1940 para fotografar a cidade, algo que até então não era muito comum.:p.114,168 :p.46 Em alguns desses registros, o ângulo escolhido pelo fotógrafo não mostra o céu e foca apenas nas inúmeras edificações da cidade de São Paulo, sempre destacando a urbanização.:p.171
Diferentemente de outras empresas do mercado fotográfico, que importavam todos os equipamentos do exterior, Werner usou o seu conhecimento em engenharia para montar uma máquina única para um dos serviços da Fotolabor. Ela era voltada ao processamento e revelação automática de cartões-postais, usando um papel fotográfico do fabricante Domingos Bove. O equipamento tinha como objetivo agilizar a produção dos cartões postais, por isso a automatização do serviço era tão essencial.:p.202 :p.201
Werner também coloriu manualmente alguns dos postais produzidos pela Fotolabor.  As cores tinham como função destacar algumas partes da paisagem urbana, porém esse processo era feito apenas com os postais que faziam mais sucesso. Nesses casos, seus filhos Vera e Ernesto axiliavam a colorir os cartões, trabalhando com a equipe de produção e acabamento.:p.202
Curioso por conhecer novas técnicas, Werner também faz um curso no Rio de Janeiro para aprender sobre o papel fotográfico colorido da empresa AGFA. Com essa novidade, o fotógrafo consegue se diferenciar no mercado publicitário, colocando a Fotolabor em destaque dentro desse meio até seus últimos anos de funcionamento.:p.117

## Legado
A Fotolabor foi um importante marco para a fotografia aplicada no Brasil, como também no campo da fotografia publicitária e industrial. Até hoje, esse estilo fotográfico não recebe a mesma atenção e reconhecimento quando comparado a outros conjuntos iconográficos. Por esse motivo, estudar o desenvolvimento do empreendimento de Werner é tão importante. Por meio de coleções fotográficas, relações de clientes, finalidade de pedidos e registros de produções, é possível traçar um cenário geral de como eram os modelos de negócio e as estratégias de comercialização na área da fotografia daquela época, entre os anos 1940 e 1960, bem como conhecer o lado técnico das fotografias.:p.169 :p.206 :p.26

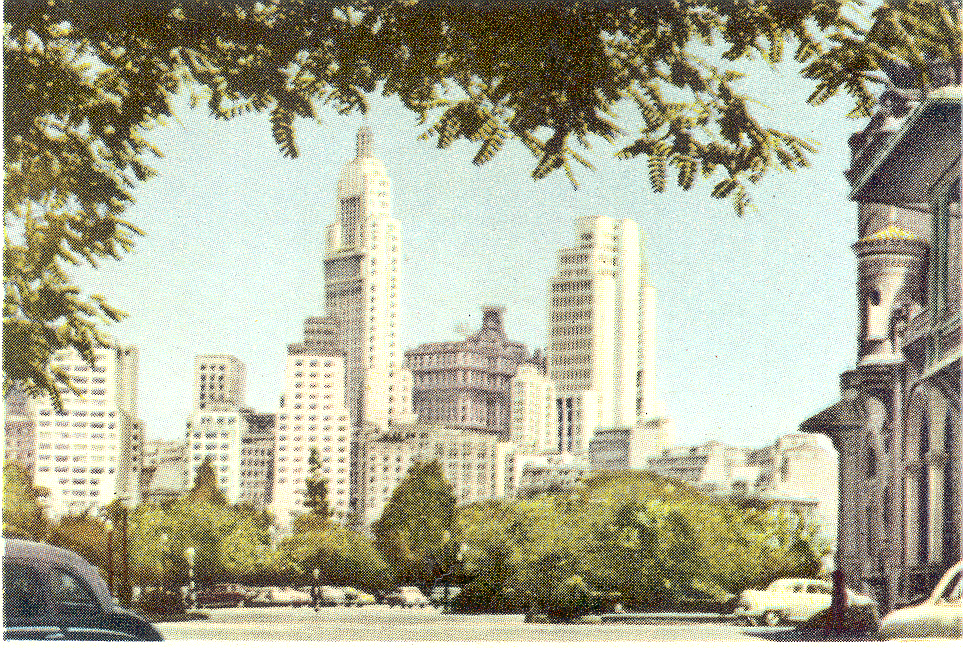
Assembleia Legislativa da cidade de São Paulo.

Além disso, a fotografia de Haberkorn permite a visualização das transformações sofridas por São Paulo nas décadas de 1940 e 1950, levando em consideração as mudanças de infraestrutura, modo de vida e até mesmo mudanças de desenho da cidade. Em suas produções durante esse período, ficam nítidos os dois principais fatores da modernização, sendo eles a verticalização, expansão horizontal e a automobilização. O fato de a Fotolabor atuar por um tempo na área de “vistas urbanas” faz com que o fotógrafo mantenha sua atenção em pontos da cidade com grande carga simbólica, como o Vale do Anhangabaú. Embora seja um registro pontual, cada uma das fotografias permite o acompanhamento de um processo amplo de urbanização. Essa região era uma das preferidas não só de Werner, como também de seus concorrentes. Era por essa parte de São Paulo que se concentravam a maior parte dos elementos que poderiam traduzir uma cidade moderna, como altos prédios e viadutos.:p.177,182 :p.64,65
As lentes de Werner Haberkorn registraram desde as baixas edificações até a substituição delas por edifícios com mais de dez andares. A transformação das ruas e o trânsito também foram fotografados, sempre colocando em evidência elementos urbanos. A partir de suas fotografias, é possível perceber o surgimento de novas formas de moradia e de edificações, tais como os edifícios-galerias.:p.65,67 As paisagens-símbolo presentes nos cartões-postais também demarcam quais eram as principais representações feitas da cidade de São Paulo daquele período. Além disso, o sucesso dos cartões-postais também viabiliza a percepção dos postais como um veículo de apoio a outros meios de entretenimento, tais como os cartões-postais ligados ao futebol e a indústria da música.
Fotógrafos como Werner Haberkorn colaboraram no processo de ressignificação das imagens, uma vez que elas eram antes consideradas apenas uma ilustração ou documentação. As fotografias tornam-se responsáveis pela construção de uma narrativa visual.:p.169
Atualmente, a Coleção Werner Haberkorn integra a coleção do Acervo do Museu Paulista, de forma que qualquer pessoa possa acessá-la e a fim de conhecer imagens produzidas pelo fotógrafo bem como partes dos processos de edição.:p.64 A coleção foi adquirida em 1999 e conta com mais de 640 imagens, contendo fotos de São Paulo, Campinas, Santos, Rio de Janeiro, bem como fotos de produtos que provavelmente foram usados como mostruário para clientes da Fotolabor. Quanto a parte documental, há, por exemplo, notas fiscais, formulários de pedidos e cartões publicitários. A relevância de São Paulo para a produção de Haberkorn é nítida, considerando que, dentre as imagens, 367 delas são da cidade.:p.168
Em 2014, parte dessa coleção foi exibida na exposição “Werner Haberkorn e o Fotolabor”, na Caixa Cultural São Paulo. Contando com parte do conjunto fotográfico e documental da Coleção Haberkorn, o público pôde ter um um contato maior com o mercado da fotografia, principalmente nas décadas de 1940 e 1950.:p.4 

## Leituras complementares
- Commons

- Werner Haberkorn. Suplemento Especial do Diário Oficial do Estado de São Paulo, São Paulo, v. 112, p. 1-4, jan. 2002.